# Пудлинговый
Пудлинговый — посёлок в городском округе Красноуфимск Свердловской области России. Вблизи посёлка имеется виадук и самый длинный в Свердловской области железнодорожный туннель протяжённостью 2 километра.

## Географическое положение
Посёлок Пудлинговый расположен в 20 километрах (по автодороге в 32 километрах) к юго-западу от города Красноуфимска, в лесной местности, на обеих берегах реки Большой Сараны (правого притока реки Уфы), выше устья правого притока — реки Сухой Ключ. В посёлке имеется железнодорожная станция Пудлинговый направления Москва — Казань — Екатеринбург.
Неподалёку от посёлка расположен щебёночный карьер.

## История посёлка
Название посёлка происходит от понятия «пудлингование», означающего один из способов переработки чугуна в сталь.

## Достопримечательности
Вблизи посёлка имеется железнодорожный туннель протяжённостью 2 километра, самый длинный в Свердловской области. Также на перегоне Пудлинговый — Чёрная Речка есть действующий железнодорожный виадук 1914—1918 годов постройки — памятник инженерной архитектуры. При его постройке использовали бетон. По архивным документам Красноуфимской дистанции, автор проекта — С. И. Бельзецкий. Виадук привлекателен для кинематографистов, летом 2020 года в его окрестностях прошли съёмки эпизода для фильма «Большие змеи Улли-Кале» А. С. Федорченко.
Весной 2022 года открыто движение по новому железнодорожному виадуку, дублирующего старый и расположенного параллельно с ним.

## Население
| 2002 | 2010 |
| ---- | ---- |
| 795  | ↘644 |